# Anurs
Els anurs (Anura, 'sense cua' en grec; antigament coneguts com a Salientia, 'saltadors' en llatí) són un ordre d'amfibis, que inclou tots els animals coneguts vulgarment com a granotes i gripaus.
La majoria d'anurs es caracteritzen per tenir llargues extremitats posteriors, un cos curt, dits palmats, ulls prominents i absència de cua. La majoria d'anurs tenen un estil de vida semiaquàtic, però poden moure's fàcilment a terra saltant o escalant. Solen pondre els ous en basses, estanys i llacs, i les larves, anomenades capgrossos, tenen brànquies i es desenvolupen a l'aigua. Els anurs adults tenen una dieta carnívora, composta principalment d'artròpodes, anèl·lids i gastròpodes. Els anurs poden ser detectats per la seva crida, que es pot sentir extensament de dia o de nit, principalment a la temporada d'aparellament.
La distribució dels anurs va dels tròpics al subàrtic, però la majoria d'espècies viuen en jungles tropicals. Amb aproximadament 5.000 espècies descrites, són un dels grups més diversos de vertebrats. Tanmateix, les poblacions de determinades espècies estan caient significativament.
Sovint es distingeix entre granotes i gripaus segons el seu aspecte físic, causada per l'adaptació convergent entre els anomenats gripaus a medis secs; tanmateix, aquesta distinció no té cap mena de base taxonòmica. L'única família que conté animals anomenats, exclusivament, «gripaus» són els bufònids, però moltes espècies d'altres famílies també reben el nom de «gripaus».

## Taxonomia
L'ordre dels anurs conté unes 6.741 espècies repartides entre 55 famílies, de les quals els leptodactílids, els hílids i els rànids són les més riques en espècies. Els anurs representen un 88% de les espècies d'amfibis.

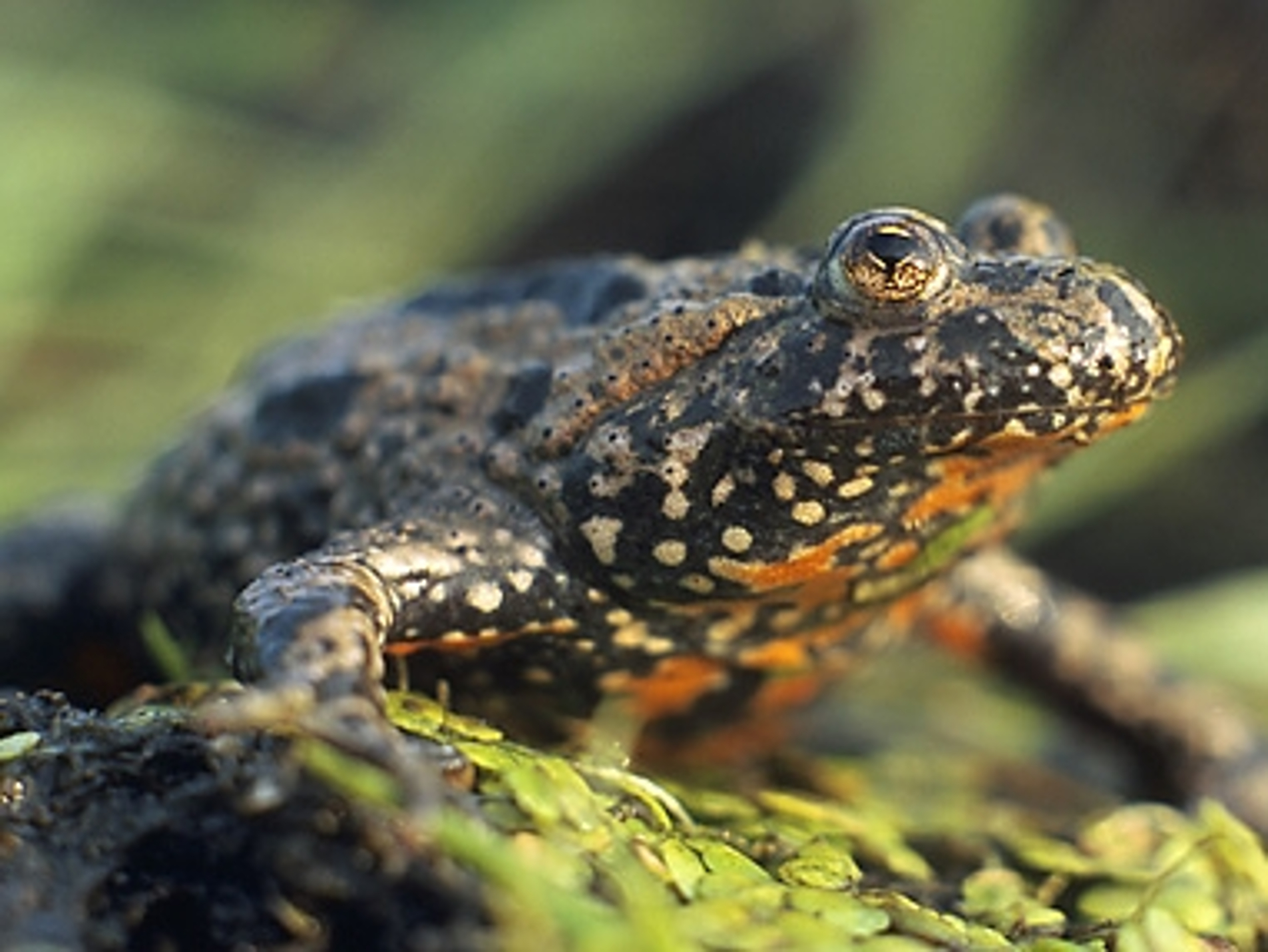
Un gripau raucador de ventre de foc (Bombina bombina)

L'ús dels noms vulgars «granota» i «gripau» no té cap justificació taxonòmica. Des d'un punt de vista taxonòmic, tots els membres de l'ordre Anura són granotes, però només els membres de la família dels bufònids són considerats «gripaus autèntics». L'ús de «granota» en noms vulgars sol referir-se a espècies aquàtiques o semiaquàtiques, amb la pell suau i/o humida, i «gripau» es refereix generalment a espècies que tendeixen a ser terrestres, amb una pell berrugosa i seca. N'és una excepció el gripau raucador de ventre de foc (Bombina bombina); mentre que la seva pell és lleugerament berrugosa, prefereix els hàbitats aquàtics.
En termes generals, les granotes i els gripaus són classificats en tres subordres: els arqueobatracis, que inclouen quatre famílies de granotes primitives; els mesobatracis, que inclouen cinc famílies de granotes evolutivament intermèdies i els neobatracis, de llarg el grup més gran, que contenen les 24 famílies restants de granotes «modernes», incloent-hi la majoria d'espècies comunes arreu del món. Els neobatracis se subdivideixen al seu torn en hiloïdeus i ranoïdeus. Aquesta classificació es basa en trets morfològics com ara el nombre de vèrtebres, l'estructura de la cintura escapular i la morfologia dels capgrossos. Tot i que aquesta classificació gaudeix d'un ampli consens, les relacions entre les famílies d'anurs encara són debatudes. Els estudis futurs de genètica molecular haurien d'aportar ben aviat més informació sobre les relacions evolutives entre les famílies d'anurs.
Algunes espècies d'anurs hibriden fàcilment. Per exemple, la granota comestible (Rana esculenta) és un híbrid de R. lessonae i R. ridibunda. Bombina bombina i Bombina variegata també formen híbrids, tot i que aquests són menys fèrtils, de manera que formen una zona híbrida.

## Morfologia i fisiologia

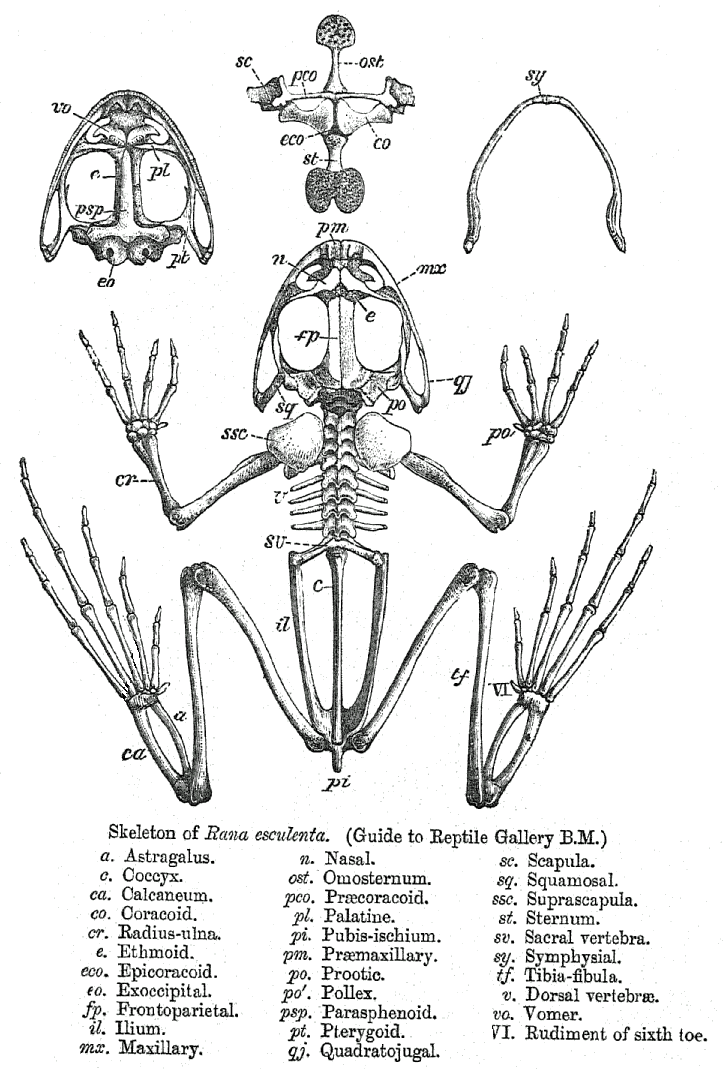
Esquelet de Rana

La morfologia dels anurs és única entre els amfibis. En comparació amb els altres dos grups d'amfibis (urodels i gimnofions), els anurs són inusuals car manquen de cua a la fase adulta, i les seves potes són més adaptades a saltar que a caminar. A grans trets, la morfologia dels anurs és similar a la dels altres amfibis, i difereix de la de la resta de vertebrats terrestres en què l'oxigen pot travessar la seva pell altament permeable. Aquesta característica única permet als anurs respirar en gran part a través de la pell. Com que l'oxigen es dissol en una capa aquosa de la pell i d'allà passa a la sang, la pell ha de romandre sempre humida; això fa que els anurs siguin susceptibles a moltes toxines ambientals, algunes de les quals també es poden dissoldre a la capa d'aigua i passar al flux sanguini. Aquesta podria ser la causa del declivi de les poblacions d'anurs.
Hi ha moltes característiques que no són compartides per les aproximadament 5.000 espècies descrites d'anurs. Tanmateix, una sèrie de característiques generals els distingeixen de la resta d'amfibis. Els anurs solen estar ben adaptats per saltar, amb llargues potes posteriors i ossos del turmell allargats. Tenen una columna vertebral curta, amb no més de deu vèrtebres lliures, seguides per un còccix fusionat, cosa que resulta típicament en un fenotip sense cua.
La mida dels anurs varia des dels 10 mm de Brachycephalus didactylus (Brasil) i Eleutherodactylus iberia (Cuba) fins als 300 mm de la granota goliat del Camerun. La pell penja laxament del cos degut a la manca de teixit conjuntiu lax. La textura de la pell varia; pot ser llisa, berrugosa o plegada. Les granotes tenen tres membranes a les parpelles; una és transparent per protegir els ulls a sota l'aigua, i dues varien de translúcides a opaques. Les granotes tenen un timpà a banda i banda del cap, que té un paper en l'oïda i que en algunes espècies és cobert de pell. La majoria de granotes tenen un tipus especial de dents. Tenen una cresta de dents còniques molt petites a la vora superior de la mandíbula, que reben el nom de «dents maxil·lars». Les granotes també tenen el que s'anomena «dents vomerines» al sostre de la boca. No tenen res que es pugui denominar dents al maxil·lar inferior, de manera que habitualment s'empassen la presa sencera. Les «dents» serveixen principalment per subjectar la presa i impedir que es mogui fins que se l'hagin empassat. Els gripaus, en canvi, no tenen dents.

### Peus i potes

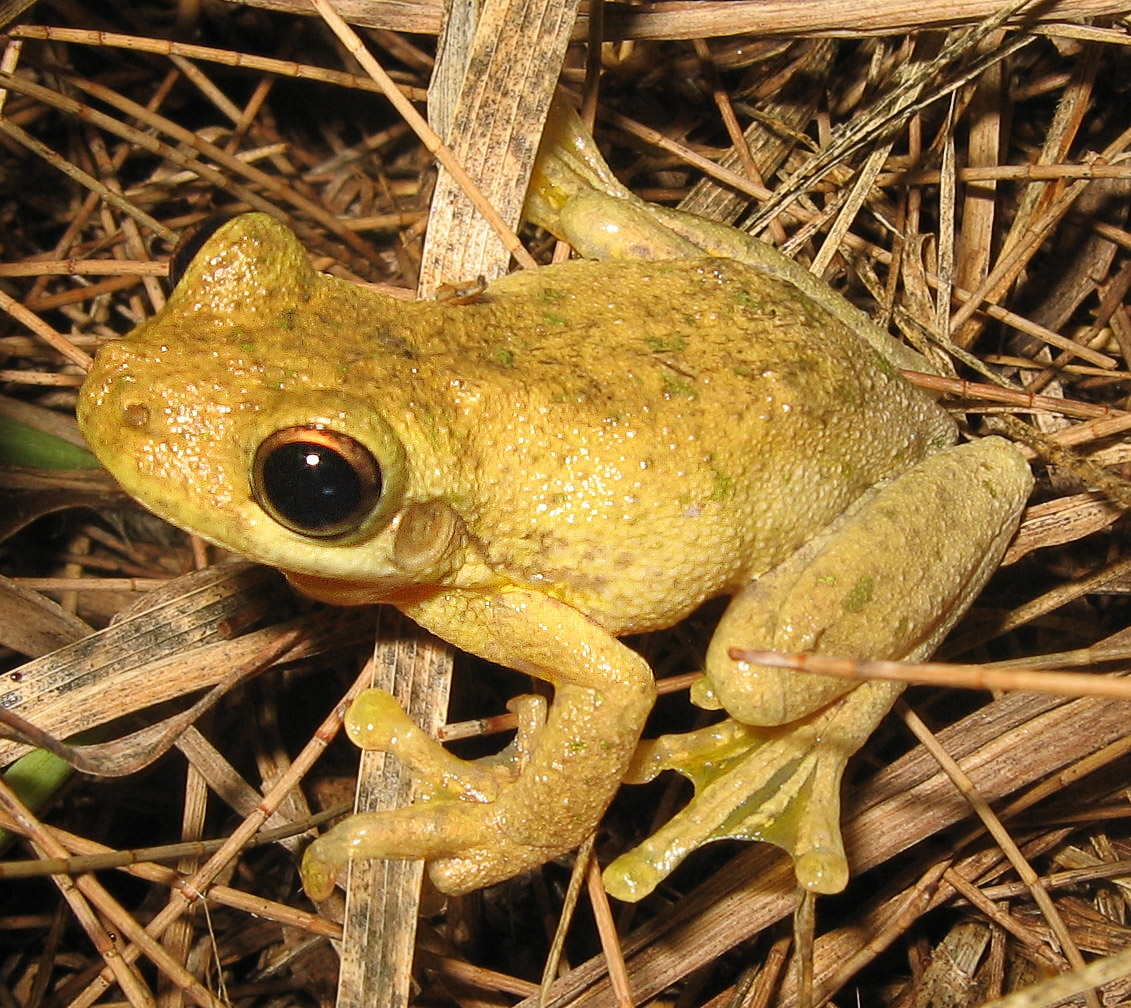
Litoria tyleri, amb grans coixinets dels dits i peus palmats

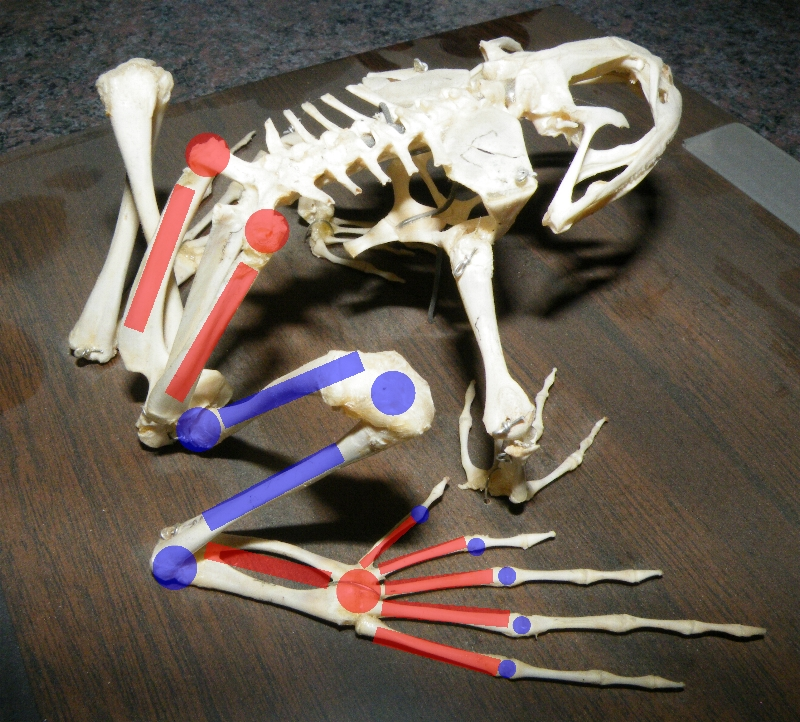
Esquelet de granota bramadora, mostrant els ossos de les extremitats allargats i les articulacions addicionals. Les marques vermelles indiquen ossos que han estat substancialment allargats en les granotes i les articulacions que han esdevingut mòbils. El blau indica les articulacions i els ossos que no han estat modificats o només s'han allargat una mica.

L'estructura dels peus i les potes varia àmpliament entre les espècies d'anur, i depèn en part de si viuen principalment a la terra, a l'aigua, en arbres o en caus. Els anurs han de ser capaços de moure's ràpidament pel seu medi per atrapar preses i fugir dels depredadors, i nombroses adaptacions les ajuden a fer-ho.
Molts anurs, especialment els que viuen a l'aigua, tenen dits palmats. La mesura en la qual els dits són palmats és directament proporcional al temps que l'espècie passa a l'aigua. Per exemple, Hymenochirus és completament aquàtic i té dits totalment palmats, mentre que els dits de la reineta gegant (Litoria caerulea), una espècie arborícola, només són palmats fins a la meitat o un quart.
Les granotes arborícoles tenen coixinets als dits que les ajuden a agafar-se a superfícies verticals. Aquests coixinets, situats a l'extrem dels dits, no funcionen per succió. La superfície del coixinet es compon de cèl·lules que s'entrellacen, amb un petit espai entre les cèl·lules adjacents. Quan l'anur aplica pressió als coixinets dels dits, les cèl·lules que s'entrellacen s'arrapen a les irregularitats del substrat. Els petits espais entre les cèl·lules drenen gairebé tota la humitat del coixinet, i contribueixen a l'adherència mitjançant la capil·laritat. Això permet a les granotes arrapar-se a superfícies llises, i no funciona si els coixinets són massa molls.
En moltes granotes arborícoles, una petita estructura intercalar a cada dit augmenta l'àrea de superfície que toca el substrat. A més, com que saltar d'arbre en arbre pot ser perillós, moltes tenen una articulació pelviana que permet tant saltar com caminar. Algunes granotes que viuen a la part alta dels arbres tenen fins i tot dits molt palmats, igual que les granotes aquàtiques. En aquestes granotes arborícoles, el palmeig permet a les granotes «saltar en paracaigudes» o controlar la manera com planen d'un punt del cobricel a l'altre.
Els anurs que viuen a terra no solen tenir les adaptacions de les granotes arborícoles i aquàtiques. La majoria tenen coixinets dels dits més petits, si és que en tenen, i poc palmeig. Alguns anurs excavadors tenen una extensió dels dits (un tubercle metatarsal) que els ajuda a excavar. Les seves potes posteriors són més musculars que les dels anurs aquàtics i arborícoles.

### Salts
Els anurs són coneguts generalment com a excel·lents saltadors, els millors de tots els vertebrats. Litoria nasuta pot saltar distàncies de més de cinquanta vegades la seva llargada corporal (5,5 cm), efectuant salts de més de dos metres. L'acceleració del salt pot ser de fins a 2 g. Hi ha diferències enormes en la capacitat saltadora de les diferents espècies. Dins d'una mateixa espècie, la distància absoluta que se salta augmenta amb la mida, però la distància relativa (en proporció a la mida del cos) disminueix.
Mentre que les espècies d'anurs poden utilitzar un ventall de modes de locomoció (córrer, caminar, planar, nedar i escalar), moltes o bé són hàbils saltadores o bé descendeixen d'avantpassats que ho eren, i tenen gran part de la morfologia musculoesquelètica modificada amb aquesta fi. La tíbia, el peroné i els tarsos són fusionats en un únic os robust, igual que el radi i el cúbit de les potes anteriors (que absorbeixen l'impacte de l'aterratge).
Els metatarsians s'han allargat per donar força a la pota i permetre a la granota empènyer el terra durant més temps durant un salt. L'ili s'ha allargat i ha format una articulació mòbil amb el sacre, que en especialistes saltadors com els rànids o els hílids funciona com articulació addicional de les extremitats per donar més potència als salts. Aquest allargament de les potes fa que l'anur pugui aplicar força contra el terra durant més temps, permetent un salt més llarg i ràpid.
El sistema muscular ha sigut modificat de manera similar. Les potes posteriors de l'avantpassat dels anurs contenien presumiblement parells de músculs que actuarien en oposició (un múscul per flexionar el genoll, un altre múscul per estendre'l), com en la majoria d'altres animals dotats d'extremitats. Tanmateix, en els anurs moderns gairebé tots els músculs han estat modificats per contribuir a l'acció saltadora, i només en queden uns quants que serveixin per retornar la pota a la posició inicial i mantenir la postura. Aquests músculs també han crescut molt; els músculs que participen en els salts representen més del 17% de la massa total de l'anur.
En alguns saltadors extremament hàbils, com ara Osteopilus septentrionalis, la potència màxima exercida durant un salt pot superar la potència que poden produir els músculs. Actualment, es teoritza que les granotes emmagatzemen energia muscular tensant els tendons com si fossin molles, i després l'alliberen tota d'una vegada, permetent a l'animal incrementar l'energia del salt més enllà de l'acceleració fornida pels músculs. S'ha documentat un mecanisme similar en les llagostes i saltamartins.

### Pell

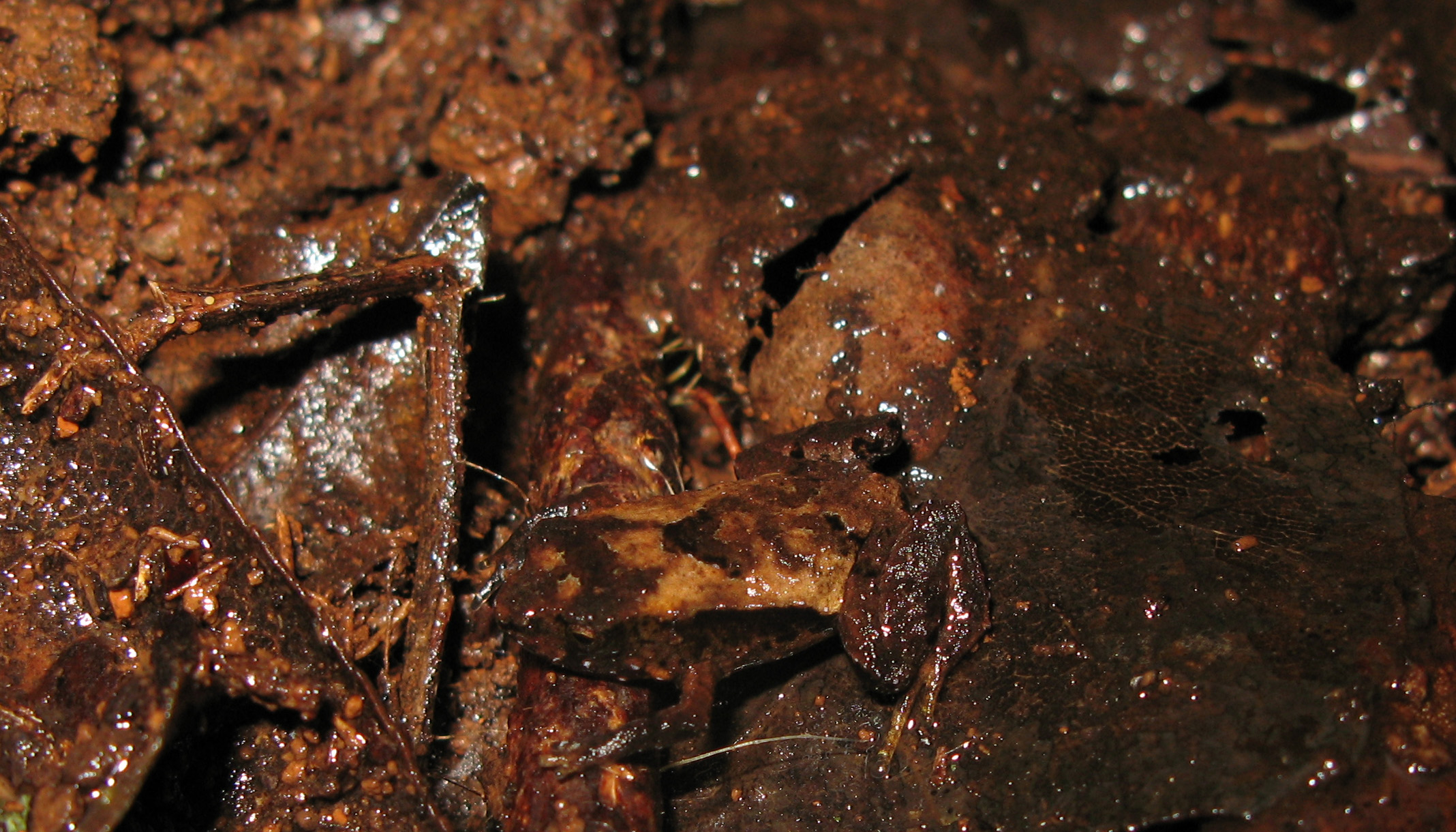
Assa darlingtoni camuflada entre fulles

Molts anurs són capaços d'absorbir aigua i oxigen directament a través de la pell, especialment al voltant de la zona pelviana. Tanmateix, la permeabilitat de la pell d'un anur també pot causar pèrdua d'aigua. Algunes granotes arborícoles redueixen la pèrdua d'aigua mitjançant una capa de pell impermeable. D'altres han adoptat comportaments per conservar aigua, incloent-hi l'activitat nocturna o reposar en una posició que conserva l'aigua. Aquesta posició consisteix en el fet que la granota s'estiri amb els dits amagats sota el cos i la barbeta, sense deixar espais entre el cos i el substrat. Algunes espècies d'anur també reposen en grups grans, tocant la pell de l'anur adjacent. Això redueix la quantitat de pell que queda exposada a l'aire o a una superfície seca i, per tant, disminueix la pèrdua d'aigua. Aquestes adaptacions només redueixen la pèrdua d'aigua en una mesura suficient per una vida predominantment arborícola, i no són aptes per condicions àrides.
El camuflatge és un mecanisme de defensa habitual en els anurs. La majoria d'anurs camuflats són nocturns, cosa que millora la seva capacitat d'amagar-se. Els anurs nocturns solen trobar la posició camuflada ideal per dormir durant el dia. Alguns anurs tenen la capacitat de canviar de color, però sol estar limitada a tonalitats d'un o dos colors. Per exemple, la reineta gegant pot variar de tonalitat de verd i marró. Els anurs que viuen a terra solen tenir berrugues o plecs de la pell, car una pell llisa no els camuflaria de manera efectiva. Les granotes arborícoles solen tenir la pell llisa, permetent-los que es camuflin com fulles.
Alguns anurs canvien de color de la nit al dia, a mesura que els canvis de llum i d'humitat estimulen les cèl·lules pigmentades i fan que s'expandeixin o es contraguin.

### Verí

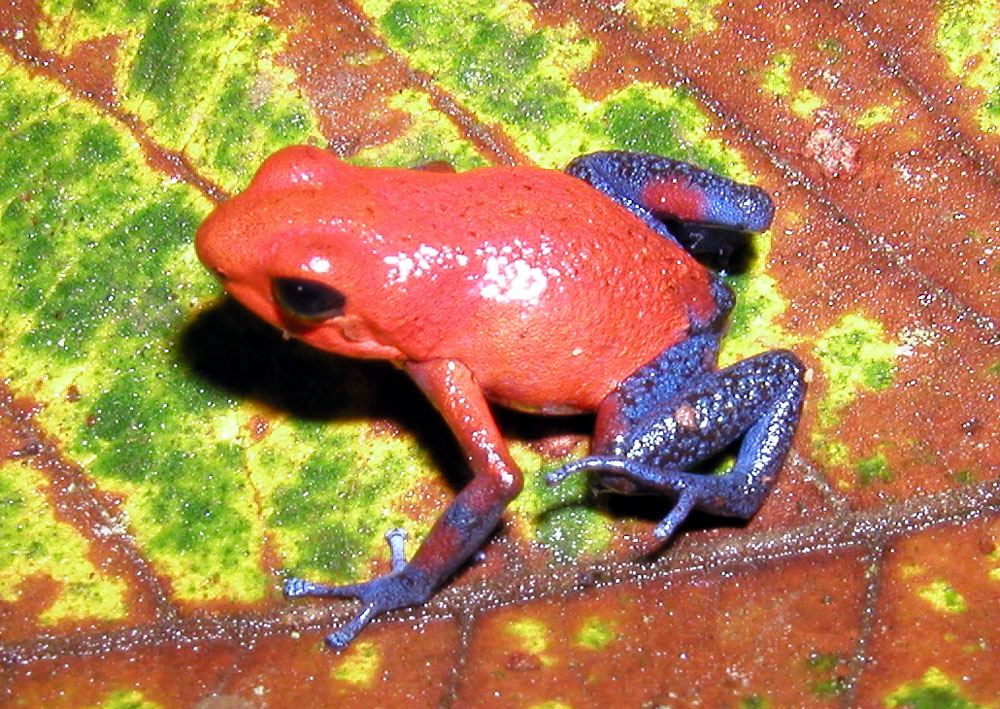
La granota maduixa, un dendrobàtid, conté nombrosos alcaloides que dissuadeixen els depredadors.

Molts anurs tenen toxines lleus que dissuadeixen els depredadors potencials. Per exemple, tots els gripaus tenen unes grans glàndules verinoses (les glàndules parotoïdals) situades a dalt del cap, darrere dels ulls. Algunes granotes, com ara els dendrobàtids, són especialment tòxiques. La composició química de les toxines dels anurs van d'irritants a al·lucinògens, convulsants, neurotoxines i vasoconstrictors. Molts depredadors d'anurs s'han adaptat per tolerar nivells elevats d'aquests verins. D'altres, incloent-hi els humans, poden quedar greument afectats.
Algunes granotes obtenen verins de les formigues i altres artròpodes que es mengen; d'altres, com els gripauets corroboree d'Austràlia, poden produir un alcaloide no derivat de la seva dieta. Alguns pobles indígenes de Sud-amèrica extreuen verí de les granotes punta de fletxa i l'apliquen als seus dardells per caçar, tot i que poques espècies són prou tòxiques com per ser utilitzades amb aquesta fi. Antigament, existia la creença errònia que el verí s'aplicava a fletxes i no a dards, i d'aquí ve el nom comú d'aquestes granotes, «granotes punta de fletxa». Les granotes verinoses tendeixen a advertir de la seva toxicitat amb colors llampants, una estratègia adaptiva anomenada aposematisme. Hi ha almenys dues espècies no verinoses de granotes a l'Amèrica tropical (Eleutherodactylus gaigei i Lithodytes lineatus) que imiten la coloració de les granotes punta de fletxa per protegir-se (mimetisme batesià).
Com que les toxines dels anurs són extraordinàriament diverses, han suscitat l'interès dels bioquímics com a fàrmacs naturals. L'alcaloide epibatidina, un analgèsic 200 vegades més potent que la morfina, es troba en algunes espècies de granotes punta de fletxa. Altres substàncies aïllades de la pell d'anurs podrien oferir resistència a infeccions per VIH. Els verins de les granotes punta de fletxa s'estan investigant intensament pel seu potencial com medicaments terapèutics.
Les secrecions cutànies d'alguns gripaus, com ara Bufo alvarius o el gripau gegant, contenen bufotoxines, algunes de les quals, com la bufotenina, són psicoactives i han estat utilitzades com a drogues recreatives. Generalment, s'assequen i es fumen les secrecions cutànies. Llepar la pell d'aquests gripaus és altament perillós, i sembla una llegenda urbana que es pugui assolir un estat d'eufòria d'aquesta manera.

### Respiració i circulació

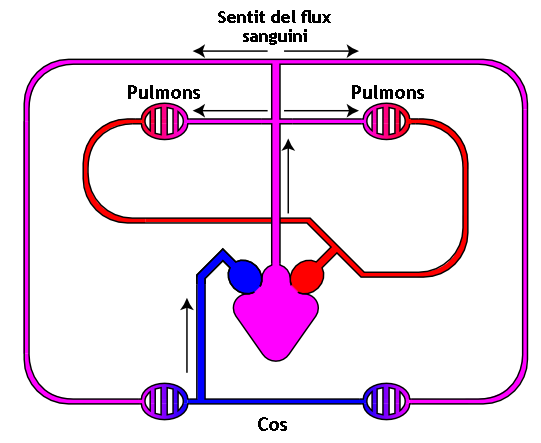
Esquema de la circulació sanguínia en els amfibis

La pell d'un anur és permeable a l'oxigen i el diòxid de carboni, a més de l'aigua. Hi ha una sèrie de vasos sanguinis a prop de la superfície de la pell. Quan un anur es troba dins l'aigua, l'oxigen es transmet a través de la pell directament dins el flux sanguini. A la terra, els anurs adults utilitzen els pulmons per respirar. Els pulmons són semblants als dels humans, però els músculs pectorals no participen en la respiració, i no hi ha ni costelles ni diafragma que ajudin a respirar. Els anurs respiren inspirant aire pels narius (que sovint tenen vàlvules que es tanquen quan l'animal se submergeix), fent que la gola s'infli, comprimint el fons de la boca, cosa que força l'aire cap als pulmons. L'agost del 2007 es descobrí una granota aquàtica anomenada Barbourula kalimantanensis en un indret remot d'Indonèsia. Aquesta és la primera espècie d'anur coneguda per la ciència que manca de pulmons.
Els anurs són coneguts pel seu cor tricameral, que comparteixen amb tots els tetràpodes tret dels ocells i els mamífers. Al cor tricameral, la sang oxigenada dels teixits i la sang desoxigenada dels teixits respiradors arriben per aurícules diferents, i són enviades a través d'una vàlvula espiral al vas apropiat: l'aorta per la sang oxigenada i l'artèria pulmonar per la sang desoxigenada. Aquesta estructura especial és essencial per minimitzar la mescla dels dos tipus de sang, cosa que permet als anurs mantenir un ritme metabòlic més alt i ser més actius, que si es barregessin les sangs.
Algunes espècies d'anur tenen adaptacions notables que els permeten sobreviure en aigua pobra en oxigen. La granota Telmatobius culeus és una d'aquestes espècies, i per sobreviure a les aigües poc oxigenades del llac Titicaca, té una pell increïblement arrugada que n'augmenta la superfície per millorar l'intercanvi de gasos. Aquesta granota també fa «flexions» al fons del llac per incrementar el flux de l'aigua al voltant del cos.

### Digestió i excreció
L'aparell digestiu dels anurs comença a la boca. Alguns d'ells tenen unes dents al maxil·lar superior anomenades dents maxil·lars, que es fan servir per moldre l'aliment abans d'empassar-se'l. Aquestes dents són molt febles, i no es poden fer servir per atrapar o ferir preses àgils, sinó només per subjectar-les El que fan els anurs és utilitzar la llengua enganxosa per atrapar preses (com ara mosques o altres insectes). L'aliment passa a l'estómac a través de l'esòfag. Aleshores, passa a l'intestí prim (duodè i ili), on té lloc la majoria de la digestió. Els anurs fan anar sucs pancreàtics del pàncrees, juntament amb bilis (produïda pel fetge), a través de la vesícula biliar, des del fetge fins a l'intestí prim, on els fluids digereixen l'aliment i n'extreuen els nutrients. Quan l'aliment arriba a l'intestí gros, l'aigua és reabsorbida i es dirigeixen els residus a la cloaca. Tots els residus són expulsats del cos a través de la cloaca i l'obertura cloacal.

### Sistema nerviós
Els anurs tenen un sistema nerviós molt desenvolupat que consisteix en un cervell, una medul·la espinal i nervis. Moltes parts del seu cervell es corresponen amb les dels humans. El bulb raquidi regula la respiració, la digestió i altres funcions automàtiques. La coordinació muscular i la postura són controlades pel cerebel. La mida relativa del telencèfal d'un anur és molt inferior a la dels humans. Els anurs tenen deu nervis cranials (nervis que transmeten informació des de l'exterior directament al cervell) i deu parells de nervis espinals (nervis que transmeten informació de les extremitats al cervell a través de la medul·la espinal). En canvi, tots els amniotes (mamífers, ocells i rèptils) tenen dotze nervis cranials. Els anurs manquen d'orelles externes; els timpans (membranes timpàniques) són exposats directament. L'orella conté canals semicirculars que ajuden a mantenir l'equilibri i l'orientació.

## Història natural

### Cicle vital

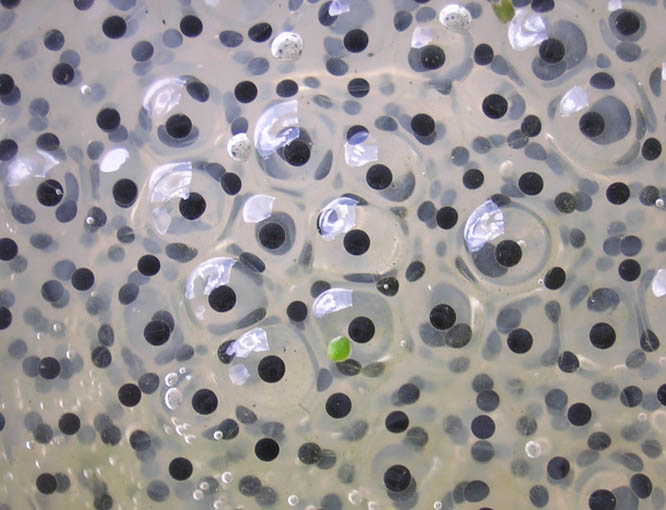
Fresa d'amfibis

Desenvolupament de la fresa

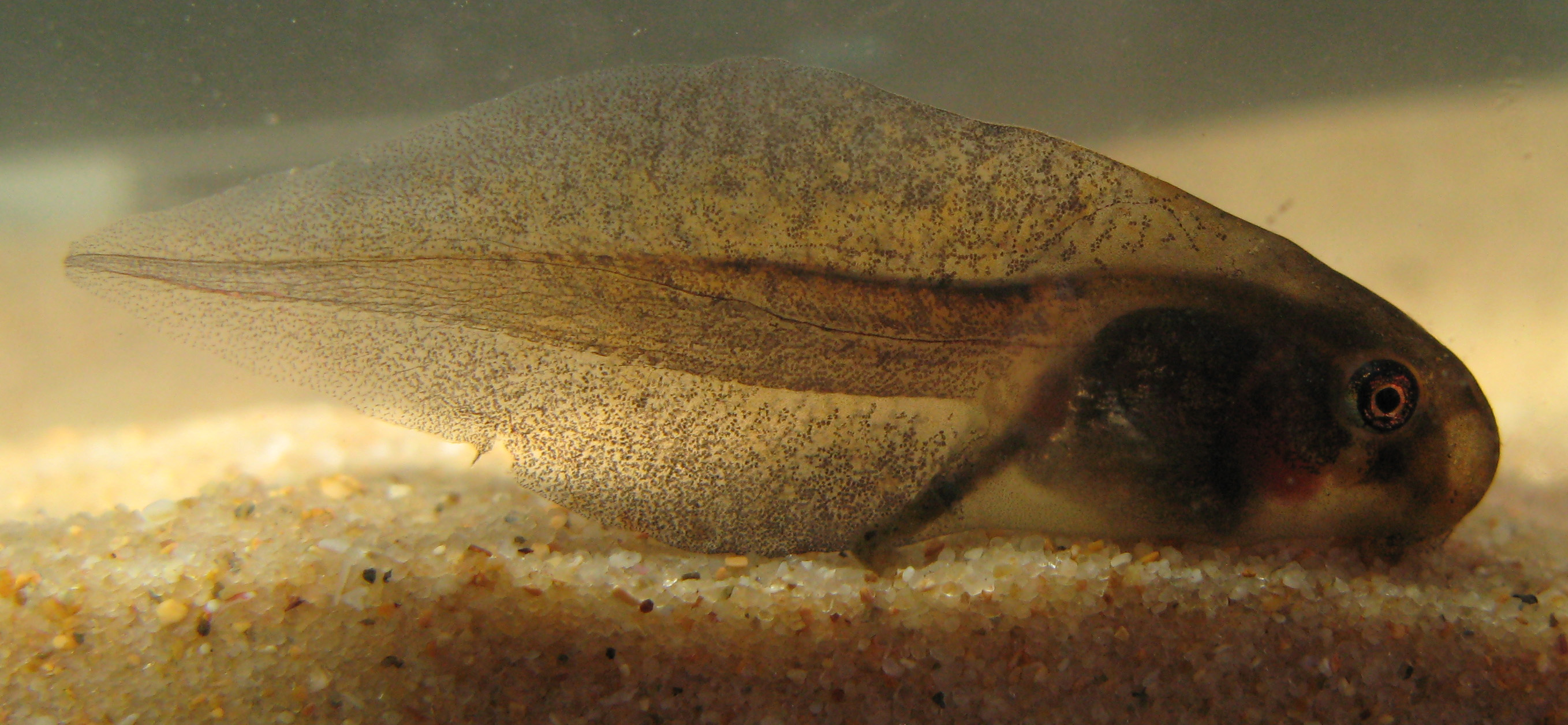
Capgròs de Paracrinia haswelli

El cicle vital dels anurs comença amb un ou. Les femelles solen pondre una fresa (una massa de milers d'ous) dins l'aigua. Els ous són molt vulnerables a la predació, de manera que els anurs han desenvolupat moltes estratègies per assegurar la supervivència de la pròxima generació. A les àrees més fredes, l'embrió és negre per absorbir més calor del sol, cosa que n'accelera el desenvolupament. Sovint, això implica una reproducció síncrona. Molts exemplars criaran alhora, aclaparant les accions dels depredadors. La majoria de descendència morirà a causa de la depredació, però hi ha una major possibilitat que alguns sobrevisquin. Una altra manera en què algunes espècies eviten els depredadors i patògens als quals són exposats els ous és pondre'ls en fulles sobre un estany, amb una capa gelatinosa dissenyada per conservar humitat. En aquestes espècies, els capgrossos cauen a l'aigua quan es desclouen. Els ous d'algunes espècies que ponen fora de l'aigua poden detectar les vibracions de vespes o serps depredadores pròximes, i es desclouen abans per evitar ser menjats. Algunes espècies, com el gripau gegant, ponen ous verinosos per minimitzar la depredació. Mentre que la durada de la fase d'ou depèn de l'espècie i les condicions ambientals, els ous aquàtics se solen descloure en una setmana. Altres espècies acaben la fase larvària dins els ous o la mare, o tenen un desenvolupament directe. A diferència de les salamandres i els tritons, els anurs mai no assoleixen la maduresa sexual mentre es troben en estat larvari.
Els ous es desclouen i continuen com capgrossos, que solen tenir cossos ovals i llargues cues aplanades sobre el pla vertical. En general, les larves d'amfibis són animals completament aquàtics, amb l'excepció d'algunes espècies com la granota Nannophrys ceylonensis, els capgrossos de la qual són semiterrestres i viuen en roques humides. Les larves manquen de pulmons, parpelles i potes, i tenen un esquelet cartilaginós, un sistema de línia lateral, brànquies (en un principi externes, i després internes) i una cua amb plecs dorsals i ventrals per nedar. Algunes espècies, que sofreixen la metamorfosi dins l'ou i es desclouen amb la forma d'adults però més petites, mai no desenvolupen brànquies, sinó que tenen zones especialitzades de la pell que s'encarreguen de la respiració. Els capgrossos també manquen de dents autèntiques, però les mandíbules de la majoria d'espècies solen tenir dues fileres allargades i paral·leles de petites estructures ceratinitzades anomenades ceradonts al maxil·lar superior, mentre que el maxil·lar inferior en té tres, envoltades per un bec corni, però el nombre de fileres pot ser absent o inexistent, o molt més elevat. Les larves són típicament herbívores, i s'alimenten principalment d'algues, incloent-hi diatomees que filtren de l'aigua mitjançant les brànquies. Algunes espècies són carnívores a la fase de capgròs, alimentant-se d'insectes, capgrossos més petits i peixos. S'ha observat canibalisme entre els capgrossos; els que desenvolupen potes ràpidament poden ser menjats pels altres, de manera que els que creixen més lentament sobreviuen més temps. En són un exemple els capgrossos de Rana temporaria (granota roja).
Els capgrossos són molt vulnerables a la depredació per part de peixos, tritons, escarabats d'aigua depredadors i ocells com ara alcedínids. Molts capgrossos, com els del gripau gegant, són verinosos. La fase de capgròs pot durar només una setmana, o en algunes espècies els capgrossos poden hibernar i fer la metamorfosi l'any següent, com és el cas en el tòtil o el gripau d'esperons fosc. En els pípids (excepte Hymenochirus), els capgrossos tenen un parell de bigotis anteriors que fan que semblin petits peixos gat.

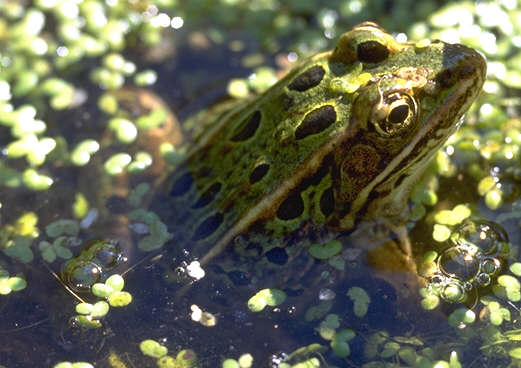
Granota lleopard adulta

Amb l'excepció de la base de la cua, on algunes estructures vertebrals es desenvolupen per donar origen a l'urostil en un moment posterior de la vida, la cua manca dels element sòlids, segmentaris, esquelètics de cartílag o teixit ossi que són típics de la resta de vertebrats, tot i que evidentment conté un notocordi.
Al final de la fase larvària, les granotes sofreixen una metamorfosi, per la qual passen a la fase adulta. La metamorfosi significa una transformació dramàtica de la morfologia i de la fisiologia, a mesura que els capgrossos desenvolupen potes posteriors, després potes anteriors, perden les brànquies i desenvolupen pulmons. Els seus intestins s'escurcen a mesura que passen d'una dieta herbívora a una de carnívora. Els ulls migren rostralment i dorsal, permeten la visió binocular dels adults. Aquest canvi en la posició dels ulls representa el pas de ser presa a ser depredador, a mesura que el capgròs es desenvolupa i depèn menys d'un camp de visió ample, i més de la percepció de la profunditat. La fase final del desenvolupament implica apoptosi (mort cel·lular programada) i resorció de la cua.
Després de la metamorfosi, els adults joves poden deixar l'aigua i dispersar-se en hàbitats terrestres, o continuar de viure a l'hàbitat aquàtic com adults. Gairebé totes les espècies d'amfibi són carnívores a la fase adulta, alimentant-se d'invertebrats com ara artròpodes, anèl·lids i gastròpodes. Algunes espècies grans poden caçar preses com ara petits mamífers, peixos, i amfibis més petits. Algunes granotes i salamandres utilitzen les seves llengües enganxifoses per caçar preses ràpides, mentre que d'altres l'atrapen i se la fiquen a la boca amb les mans. Tanmateix, hi ha algunes espècies d'amfibis que mengen principalment plantes. Els anurs adults són la presa d'ocells, peixos grans, serps, llúdries, guineus, toixons, coatís i altres animals. Les granotes també són menjades pels humans.
Les granotes i gripaus poden viure molts anys; tot i que se sap poc sobre la seva longevitat en llibertat, s'han conegut casos de granotes i gripaus en captivitat que han viscut fins a 40 anys.

### Reproducció
Una vegada els anurs adults assoleixen la maduresa, es reuneixen en una font d'aigua com ara un estany o un rierol per reproduir-se. Molts tornen a les masses d'aigua on nasqueren, cosa que sovint resulta en migracions anuals amb milers d'anurs. A l'Europa continental, una gran part dels anurs migrants solien morir a les carreteres, abans que es construïssin tanques i túnels especials per ells.

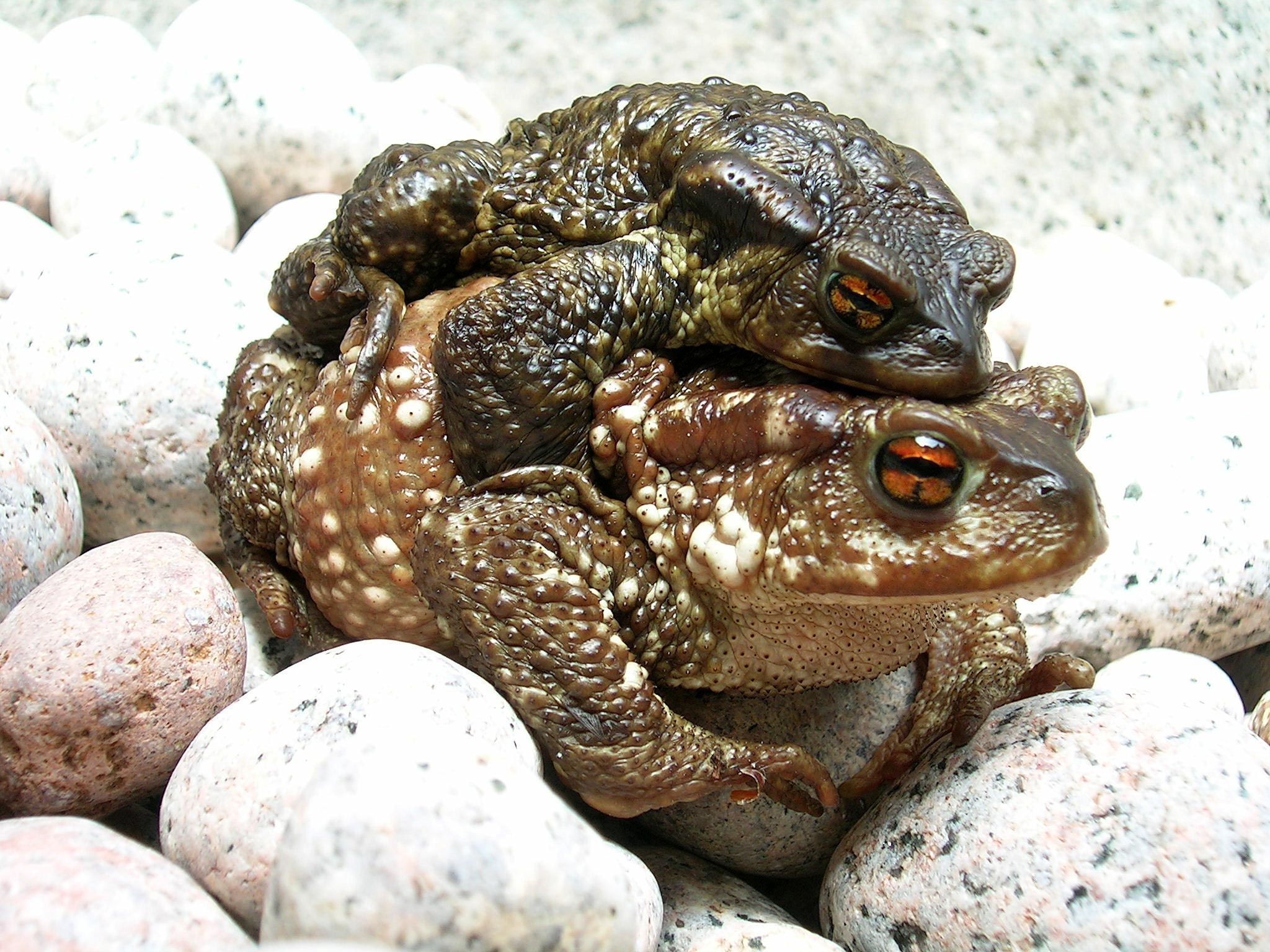
Mascle i femella de gripau comú (Bufo bufo) en amplex

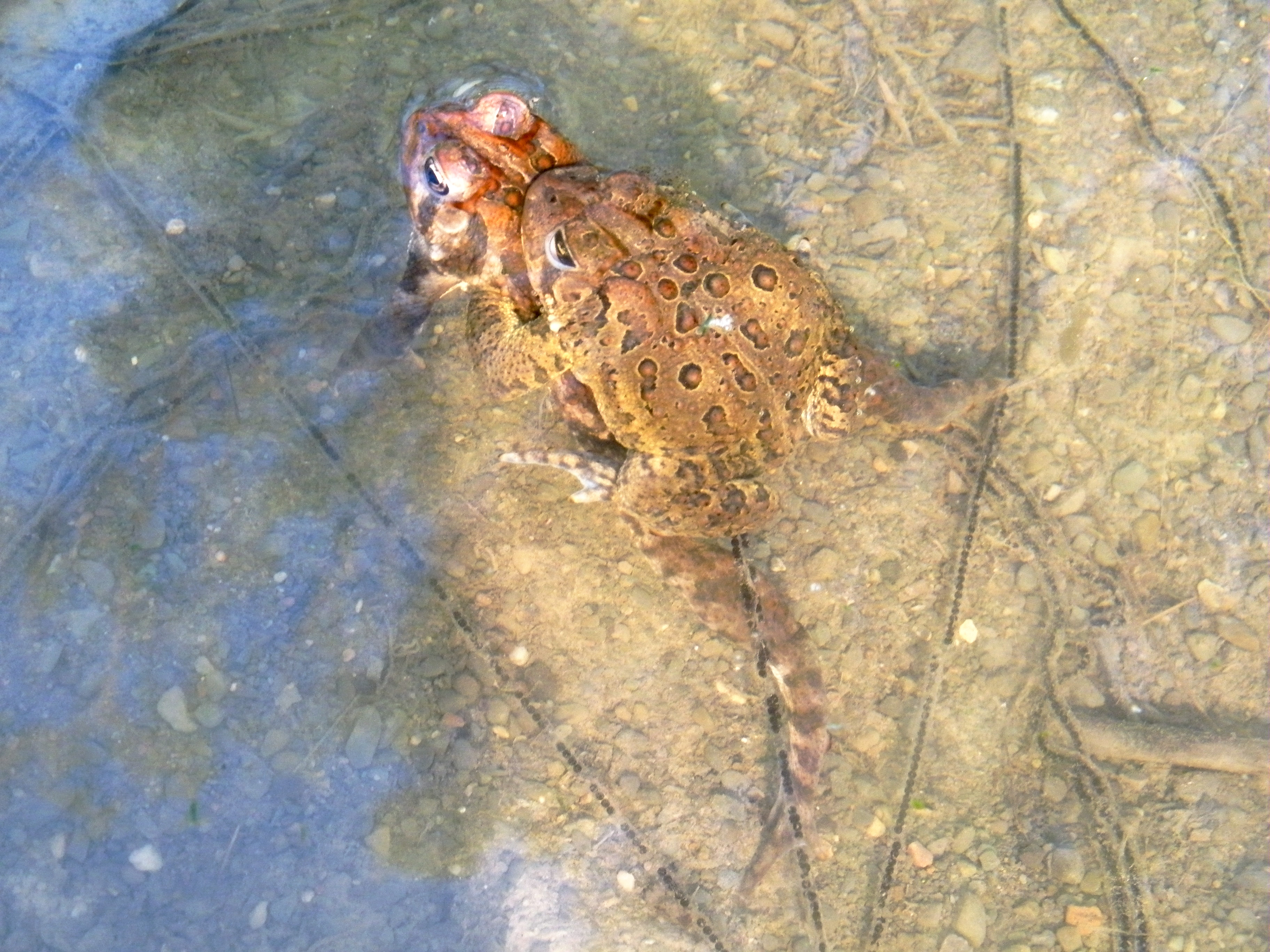
Mascle i femella de gripau comú en amplex. Els fils negres són ous alliberats a l'aigua pocs minuts després de néixer

Una vegada es troben al terreny d'aparellament, els mascles comencen a atreure una parella, formant col·lectivament un cor de granotes. Cada espècie té la seva pròpia crida, que només atreu femelles d'aquella espècie. Algunes espècies tenen mascles que no criden, però que intercepten femelles que s'acosten a un mascle raucador.
Aleshores, els mascles i les femelles duen a terme l'amplex. Això significa que el mascle munta la femella i l'agafa amb força (a vegades amb uns coixinets nupcials especials). La fertilització és externa: Els òvuls i l'esperma es troben a l'exterior del cos. La femella allibera els ous, que el mascle cobreix amb una solució d'esperma. Aleshores els ous s'engrandeixen i desenvolupen un revestiment protector. Els ous solen ser marrons o negres, amb una cobertura clara semblant a la gelatina.
La majoria d'espècies temperades d'anurs es reprodueixen entre finals de tardor i principis de primavera. La temperatura de l'aigua en aquesta època de l'any és relativament freda, generalment entre 4 i 10 graus Celsius. El fet de reproduir-se en aquestes condicions ajuda els capgrossos en desenvolupament, car la concentració d'oxigen dissolt dins l'aigua és més alta a temperatures baixes. Encara més important, el fet de reproduir-se en aquesta època assegura que els anurs en desenvolupament tindran l'aliment adequat al moment apropiat.

### Cura parental

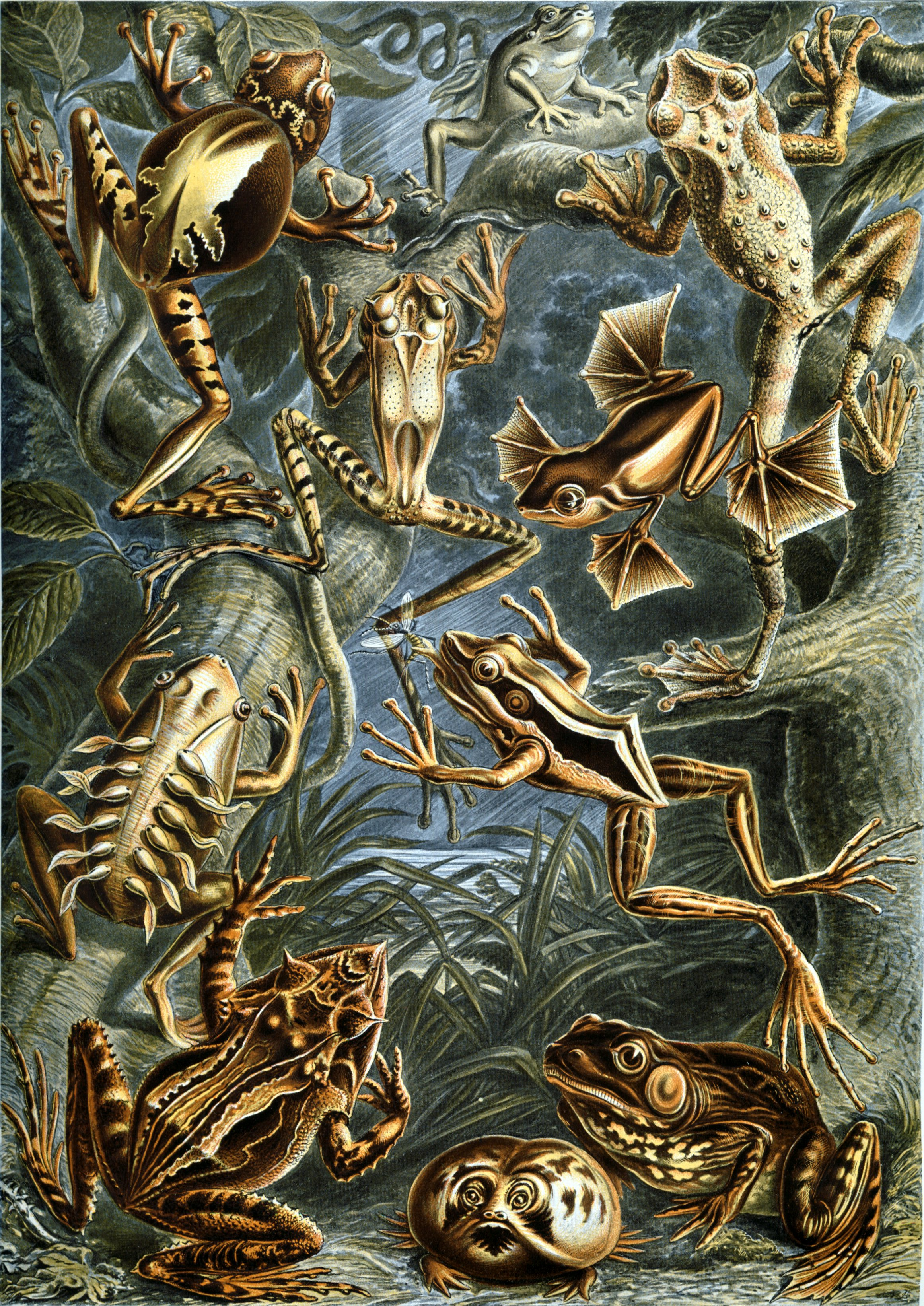
Placa en color de l'obra del 1904 d'Ernst Haeckel 1904 Kunstformen der Natur, mostrant espècies d'anur que inclouen dos exemples de cura parental

Encara que la cura de la descendència en els anurs no és ben compresa, s'estima que fins a un 20% d'espècies d'anur podrien tenir cura de les cries d'una manera o altra, i hi ha una gran varietat de comportaments parentals. Algunes espècies de granotes de punta de fletxa ponen ous al sòl del bosc i els protegeixen, defensant els ous dels depredadors i mantenint-los humits. Si els ous s'assequen massa, els pares hi orinen a sobre. Després de l'eclosió, un dels pares (el sexe depèn de l'espècie) mou les cries, portant-les a l'esquena, a una bromeliàcia amb aigua. Aleshores, el parent els alimenta ponent ous no fertilitzats a la bromeliàcia fins que les cries s'han metamorfitzat. Altres anurs porten els ous i els capgrossos a les potes posteriors o l'esquena (ex. els tòtils, Alytes spp.). Alguns anurs fins i tot protegeixen la descendència dins el seu propi cos. El mascle d'Assa darlingtoni té butxaques al llarg dels flancs, on romanen els capgrossos fins a la metamorfosi. La femella de Rheobatrachus, que avui en dia probablement és extinta, s'empassa els capgrossos, que aleshores es desenvolupen a l'estómac. Per fer-ho, aquesta granota ha de deixar de secretar sucs gàstrics i aturar la peristalsi (les contraccions de l'estómac). La granota de Darwin (Rhinoderma darwinii), oriünda de Xile, es posa els capgrossos al sac vocal perquè s'hi desenvolupin. Algunes espècies deixen una «mainadera» que vigili la fresa fins que els ous es descloguin.

### Crida
La crida d'alguns anurs és tan forta que se'ls pot sentir a més d'un quilòmetre i mig de distància. Cada espècie té la seva pròpia crida. Els anurs criden fent passar aire per la laringe, al coll. En la majoria d'anurs que criden, el so és amplificat per un o més sacs vocals, unes membranes de pell situades sota la gola o al cantó de la boca que es distenen durant l'amplificació de la crida. La neuroetologia estudia els circuits neuronals en què es basa l'audició dels anurs.
Alguns anurs manquen de sacs vocals, com ara els dels gèneres Heleioporus i Neobatrachus, però això no els impedeix emetre una crida potent. La seva cavitat bucal és més gran i té forma de cúpula, servint com una cambra de ressonància que n'amplifica la crida. Les espècies sense sacs vocals i que no poden emetre una crida potent tendeixen a viure en zones properes a aigua corrent. El so de l'aigua corrent ofega qualsevol crida, de manera que s'han de comunicar d'altres maneres.
El motiu principal per cridar és perquè els mascles atreguin una parella. Els mascles criden o bé sols o bé en un grup anomenat «cor». Les femelles de moltes espècies, com per exemple Polypedates leucomystax, emeten crides per respondre als mascles, cosa que actua com catalitzador per millorar l'activitat reproductiva dins una colònia reproductiva. Els mascles emeten una crida d'alliberament si els munta un altre mascle. Les espècies tropicals també tenen una crida de pluja, que emeten basant-se en els indicis d'humiditat que presagien la pluja. Moltes espècies també tenen una crida territorial que serveix per foragitar els altres mascles. Totes aquestes crides es fan amb la boca tancada.
Alguns anurs emeten una crida de destret quan es troben en perill; la fan amb la boca oberta, cosa que produeix un so més agut. L'eficàcia d'aquesta crida és incerta, però se sospita que la crida desconcerta el depredador fins que un altre animal és atret, distraient-lo prou per permetre la fugida de l'amfibi.
Moltes espècies d'anur tenen crides greus, o raucs. L'onomatopeia d'aquest so en català és: «roc-roc». A vegades, en anglès el rauc de Rana catesbiana s'escriu jug o rum. L'antic grec tenia l'onomatopeia brekekekex koax koax, probablement per Rana ridibunda. Finalment, el Rig-veda diu, en referència a les granotes i els gripaus: «un [té] veu de vaca, l'altre [té] veu de cabra».

## Distribució i estat de conservació

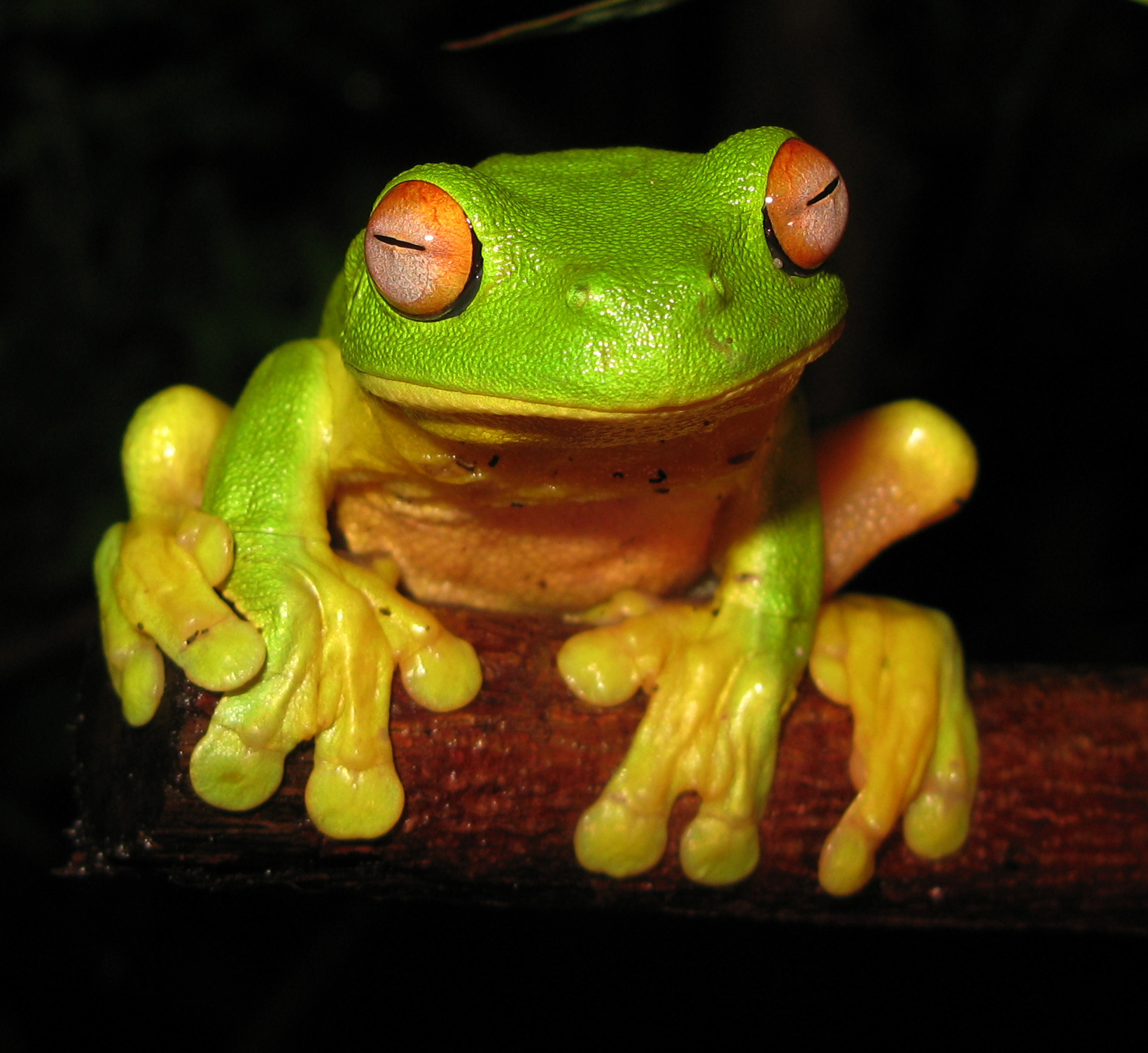
La reineta d'ulls vermells australiana (Litoria chloris) és una espècie de granota arborícola nadiua de l'est d'Austràlia.

L'hàbitat dels anurs s'estén gairebé arreu del món, però no viuen ni a l'Antàrtida ni a moltes illes oceàniques. La diversitat més gran d'anurs és a les regions tropicals, on hi ha aigua disponible, responent a les necessitats de la pell dels anurs. Alguns viuen en zones àrides com ara deserts, on l'aigua pot no ser fàcil de trobar, i tenen adaptacions específiques per sobreviure. El gènere australià Cyclorana i l'americà Pternohyla s'enterren al sòl, creen un capoll impermeable i hibernen durant els períodes secs. Quan arriben les pluges, emergeixen, troben un estany temporal i hi crien. El desenvolupament dels ous i els capgrossos és molt ràpid en comparació amb la majoria de la resta d'anurs per tal que la cria s'acabi abans que l'estany s'assequi. D'altres espècies s'han adaptat en un medi fred; per exemple, la granota de bosc, l'hàbitat de la qual s'estén al nord del cercle polar àrtic, s'enterra al sòl durant l'hivern, quan gran part del seu cos es glaça.

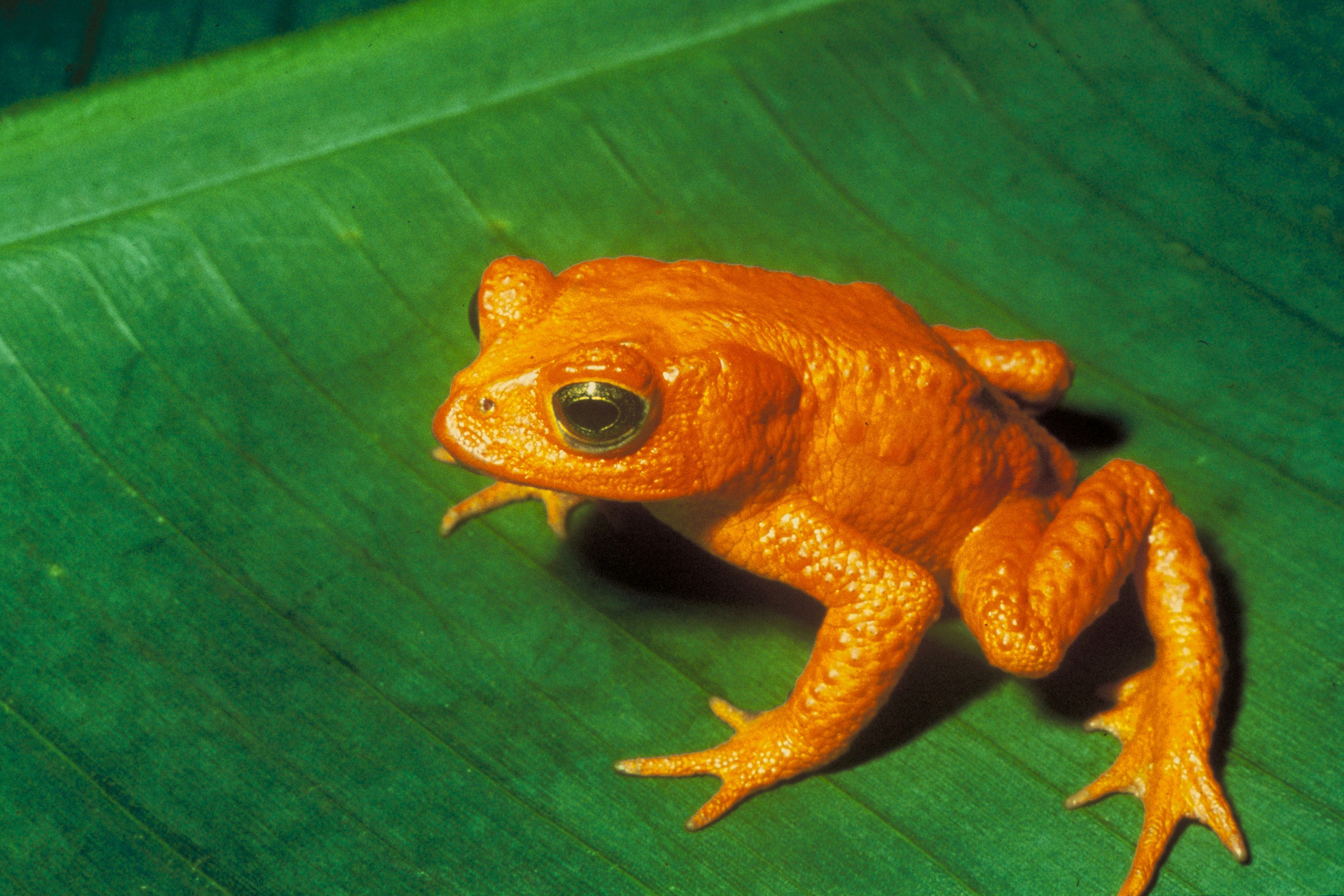
Bufo periglenes vist per última vegada el 1989

Les poblacions d'anurs han patit un declivi dramàtic des de la dècada del 1950; es creu que més d'un terç d'espècies són amenaçades d'extinció i se sospita que més de 120 se n'han extingit des de la dècada del 1980. Entre aquestes espècies hi ha el gripau daurat de Costa Rica i les Rheobatrachus d'Austràlia. La pèrdua d'hàbitat és una causa significativa del declivi de les poblacions d'anurs, igual que els contaminants, el canvi climàtic, la introducció de depredadors/competidors no indígenes, i l'aparició de malalties infeccioses com ara la quitridiomicosi. Molts científics ambientals creuen que els amfibis, incloent-hi els anurs, són uns excel·lents indicadors de la salut global de l'ecosistema a causa de la seva posició intermèdia a la xarxa tròfica, la seva pell permeable, i la seva vida típicament bifàsica (larves aquàtiques i adults terrestres). Sembla que les espècies que tenen tant els ous com les larves aquàtics són les més afectades pel declivi, mentre que les que tenen un desenvolupament directe són les més resistents.
Un estudi canadenc dut a terme el 2006 suggerí que el trànsit dens a prop dels hàbitats dels anurs és una gran amenaça per les poblacions d'anurs. En alguns casos s'han intentat programes de cria en captivitat per alleujar la pressió sobre les poblacions d'anurs, que han tingut èxit. El 2007 s'informà que l'aplicació de determinats bacteris probiòtics podia protegir els amfibis de la quitridiomicosi. Un programa actual, el Projecte de Rescat i Conservació d'Amfibis del Panamà, ha sigut desenvolupat posteriorment per rescatar les espècies amb risc de quitridiomicosi de l'est del Panamà, i per desenvolupar aplicacions de camp d'aquesta cura probiòtica.
Zoos i aquaris d'arreu del món declararen el 2008 l'Any de la Granota per tal de cridar l'atenció envers la conservació d'aquests animals.

## Evolució

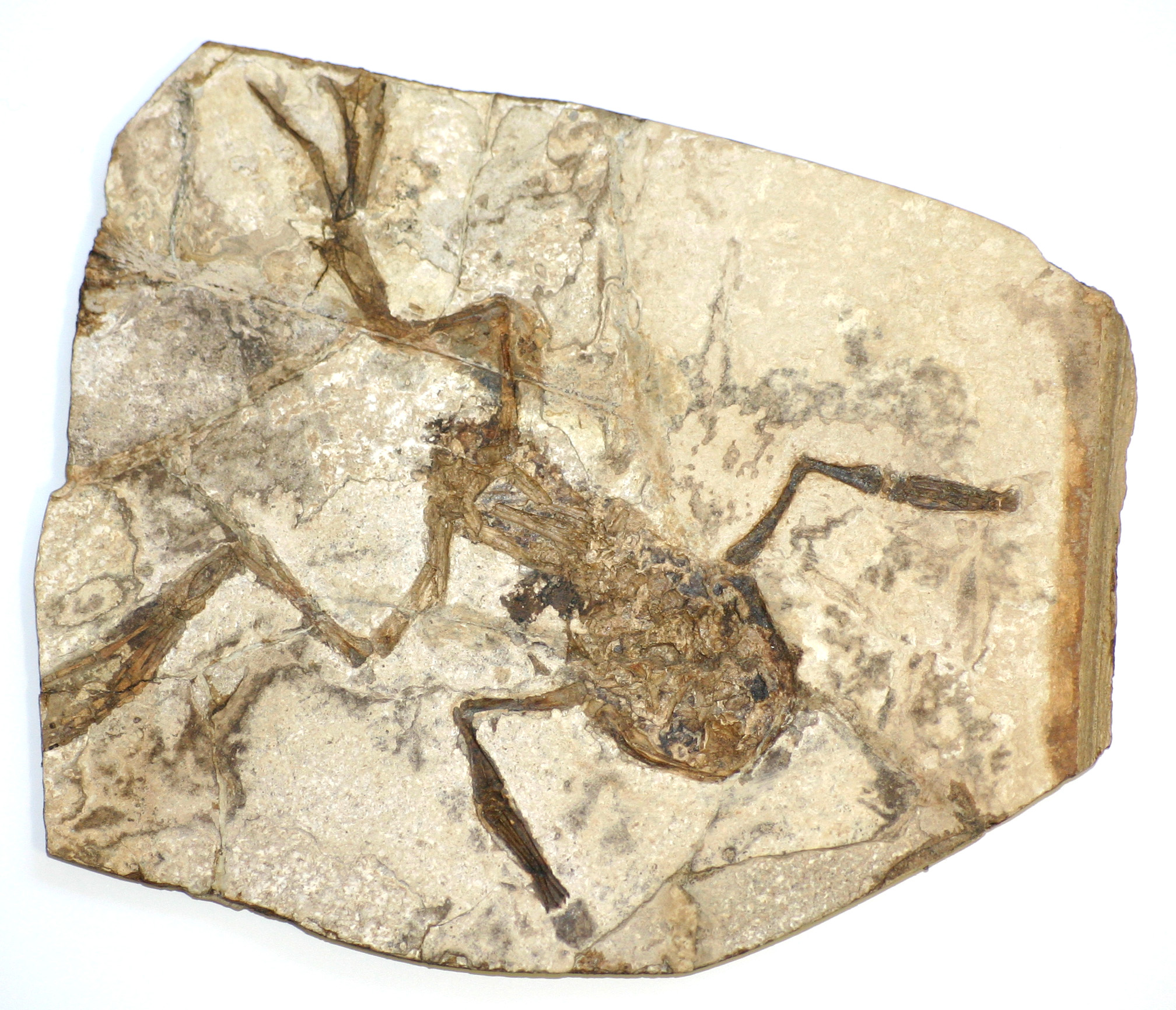
Una granota fossilitzada de la República Txeca, possiblement Palaeobatrachus gigas.

Fins al descobriment de la forma permiana Gerobatrachus hottoni, un batraci basal amb moltes característiques semblants a les de les salamandres, la granota primitiva més antiga coneguda era Triadobatrachus massinoti, del Triàsic inferior de Madagascar. El crani és de granota, sent ample i amb òrbites grans, però el fòssil té trets que el diferencien dels amfibis moderns, com ara un ili diferent, un cos més llarg amb més vèrtebres, i vèrtebres de la cua separades (en els anurs moderns, les vèrtebres caudals són fusionades, formant un urostil o «còccix»). La tíbia i el peroné no estaven fusionats, de manera que és improbable que Triadobatrachus fos un bon saltador.
Un altre anur fòssil, Prosalirus bitis, fou descobert el 1995. Les restes foren trobades a la formació de Kayenta d'Arizona, que data del Juràssic inferior, i és una mica més recent que Triadobatrachus. Com aquest últim, Prosalirus no tenia potes molt agrandides, però tenia la típica estructura pelviana de tres puntes. A diferència de Triadobatrachus, Prosalirus ja havia perdut gairebé tota la cua i era ben adaptat per saltar.
La granota autèntica més primitiva és Vieraella herbsti, del Juràssic inferior (fa 213-188 milions d'anys). Només és coneguda a partir d'impressions dorsals i ventrals d'un únic exemplar i s'estimà la seva llargada en 33 mm des del musell fins a la cloaca. Notobatrachus degiustoi, del Juràssic mitjà, és lleugerament més recent (fa 170-155 milions d'anys). És probable que al període Juràssic l'evolució dels anurs moderns ja fos completa. Els canvis evolutius principals inclogueren l'escurçament del cos i la pèrdua de la cua.
El registre fòssil complet més antic d'un anur modern és el de Callobatrachus, que visqué fa 125 milions d'anys i tenia totes les característiques dels anurs moderns, però tenia nou vèrtebres presacres en lloc de les vuit dels anurs moderns.
S'han trobat anurs fòssils a tots els continents, incloent-hi l'Antàrtida.
Aquest és el cladograma dels amfibis vivents amb més consens a la filogènia actual:
|  | ––Archaeobatrachia                                                 |
|  |                                                                    |
|  | \| \| ––Mesobatrachia \| \| \| \| \| \| ––Neobatrachia \| \| \| \| |
|  |                                                                    |
|  | ––Mesobatrachia                                                    |
|  |                                                                    |
|  | ––Neobatrachia                                                     |
|  |                                                                    |

|  | ––Mesobatrachia |
|  |                 |
|  | ––Neobatrachia  |
|  |                 |

|  | ––Archaeobatrachia                                                 |
|  |                                                                    |
|  | \| \| ––Mesobatrachia \| \| \| \| \| \| ––Neobatrachia \| \| \| \| |
|  |                                                                    |
|  | ––Mesobatrachia                                                    |
|  |                                                                    |
|  | ––Neobatrachia                                                     |
|  |                                                                    |

|  | ––Mesobatrachia |
|  |                 |
|  | ––Neobatrachia  |
|  |                 |

|  | ––Archaeobatrachia                                                 |
|  |                                                                    |
|  | \| \| ––Mesobatrachia \| \| \| \| \| \| ––Neobatrachia \| \| \| \| |
|  |                                                                    |
|  | ––Mesobatrachia                                                    |
|  |                                                                    |
|  | ––Neobatrachia                                                     |
|  |                                                                    |

|  | ––Mesobatrachia |
|  |                 |
|  | ––Neobatrachia  |
|  |                 |

|  | ––Archaeobatrachia                                                 |
|  |                                                                    |
|  | \| \| ––Mesobatrachia \| \| \| \| \| \| ––Neobatrachia \| \| \| \| |
|  |                                                                    |
|  | ––Mesobatrachia                                                    |
|  |                                                                    |
|  | ––Neobatrachia                                                     |
|  |                                                                    |

|  | ––Mesobatrachia |
|  |                 |
|  | ––Neobatrachia  |
|  |                 |

|  | ––Archaeobatrachia                                                 |
|  |                                                                    |
|  | \| \| ––Mesobatrachia \| \| \| \| \| \| ––Neobatrachia \| \| \| \| |
|  |                                                                    |
|  | ––Mesobatrachia                                                    |
|  |                                                                    |
|  | ––Neobatrachia                                                     |
|  |                                                                    |

|  | ––Mesobatrachia |
|  |                 |
|  | ––Neobatrachia  |
|  |                 |

|  | ––Archaeobatrachia                                                 |
|  |                                                                    |
|  | \| \| ––Mesobatrachia \| \| \| \| \| \| ––Neobatrachia \| \| \| \| |
|  |                                                                    |
|  | ––Mesobatrachia                                                    |
|  |                                                                    |
|  | ––Neobatrachia                                                     |
|  |                                                                    |

|  | ––Mesobatrachia |
|  |                 |
|  | ––Neobatrachia  |
|  |                 |

|  | ––Archaeobatrachia                                                 |
|  |                                                                    |
|  | \| \| ––Mesobatrachia \| \| \| \| \| \| ––Neobatrachia \| \| \| \| |
|  |                                                                    |
|  | ––Mesobatrachia                                                    |
|  |                                                                    |
|  | ––Neobatrachia                                                     |
|  |                                                                    |

|  | ––Mesobatrachia |
|  |                 |
|  | ––Neobatrachia  |
|  |                 |

|  | ––Archaeobatrachia                                                 |
|  |                                                                    |
|  | \| \| ––Mesobatrachia \| \| \| \| \| \| ––Neobatrachia \| \| \| \| |
|  |                                                                    |
|  | ––Mesobatrachia                                                    |
|  |                                                                    |
|  | ––Neobatrachia                                                     |
|  |                                                                    |

|  | ––Mesobatrachia |
|  |                 |
|  | ––Neobatrachia  |
|  |                 |

## Usos en l'agricultura i la investigació
Els anurs són criats comercialment amb diversos fins. Són utilitzats com font d'aliment: les anques de granota són una exquisitat a la Xina, França, les Filipines, el nord de Grècia i molts llocs del sud dels Estats Units, especialment Louisiana, tot i que les granotes comestibles només són una cinquantena d'espècies. De fet, la majoria són tòxiques i algunes tenen efectes al·lucinògens. Les potes de granota també són extremament populars a Europa i el Canadà. En la dècada del 1990, Europa importà 6.000 tones de potes de granota. Entre el 1981 i el 1984, els Estats Units importaren més de tres milions de quilograms de potes de granota per any. Això equival aproximadament a 26 milions de granotes.
A vegades es fan servir granotes per disseccions a les classes d'anatomia dels instituts i les universitats, i sovint se'ls injecten plàstics colorits per destacar el contrast entre els òrgans. Aquesta pràctica s'ha reduït al llarg dels últims anys amb el creixement de les preocupacions pel benestar animal.
Els anurs han estat organismes model importants al llarg de la història de la ciència. El biòleg del segle xviii Luigi Galvani descobrí la relació entre l'electricitat i el sistema nerviós mitjançant l'estudi dels anurs. Ja a la primera meitat del segle xx, Lancelot Hogben estudià Xenopus laevis al laboratori, aplicant-lo a les primeres proves d'embaràs. Quan la s'injecta la gonadotropina coriònica humana (una hormona que es troba en quantitats significatives a l'orina de les dones embarassades) en una femella de Xenopus laevis, la indueix a pondre ous. El 1952, Robert Briggs i Thomas J. King clonaren un anur per mitjà d'una transferència nuclear somàtica, la mateixa tècnica que més tard es feu servir per crear l'ovella Dolly; el seu experiment fou la primera vegada que s'aconseguí un trasplantament nuclear reeixit en un metazou.
Els anurs es fan servir en la recerca de la clonació i altres branques de l'embriologia, car són uns dels parents més propers als humans que manquen dels ous amb closca típics de la majoria d'altres vertebrats, cosa que facilita les observacions del desenvolupament primerenc. Tot i que s'han desenvolupat proves d'embaràs alternatives, els biòlegs continuen utilitzant Xenopus com organisme model en la biologia del desenvolupament, car és fàcil de criar en captivitat i té un embrió fàcil de manipular. Recentment, X. laevis és reemplaçat cada vegada més pel seu parent més petit, X. tropicalis, que assoleix la maduresa sexual després de cinc mesos i no en un o dos anys (com és el cas en X. laevis), facilitant estudis més ràpids al llarg de les generacions. La seqüència genòmica de X. tropicalis probablement serà completada el 2015 a tot tardar.

## Aspectes culturals

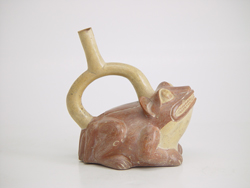
Granota mochica, 200 dC. Col·lecció del Museu Larco de Lima (Perú).

Els anurs tenen un paper prominent en el folklore, els contes de fades i la cultura popular. Se'ls sol presentar com benignes, lletjos i maldestres, però amb talents ocults. En són exemples Michigan J. Frog, El Príncep Granota o la Granota Gustau.
El poble mochica de l'antic Perú venerava els animals, i sovint presentava granotes al seu art. Michigan J. Frog, que apareix als dibuixos animats de Warner Brothers One Froggy Evening, només fa el seu número de cant i ball pel seu propietari. Quan una altra persona el mira, torna a assumir postura de granota. El Príncep Granota és un conte de fades sobre una granota o un gripau que es converteix en un formós príncep després de besar-lo. La Granota Gustau, d'altra banda, és un personatge conscienciós i disciplinat de The Muppet Show i Barri Sèsam; tot i que és amistós i té molt de talent, sovint se'l mostra empetitint-se davant del comportament extravagant de personatges més exuberants.